# Knätofsspindel
Knätofsspindel (Uloborus plumipes) är en spindelart som beskrevs av Lucas 1846. Knätofsspindel ingår i släktet Uloborus och familjen krusnätsspindlar. Arten är reproducerande i Sverige. Utöver nominatformen finns också underarten U. p. javanus.